# José Maldonado y Fernández del Torco
José Maldonado y Fernández del Torco (1912-1991) fue un jurista, historiador del derecho y catedrático español, de ideología tradicionalista y franquista, subsecretario de Educación Nacional entre 1956 y 1962.

## Biografía
Nacido el 6 de octubre de 1912 en Madrid, realizó sus estudios de bachiller en el Instituto Cisneros. Posteriormente se licenciaría (1934) y se doctoraría en derecho (1936).
Maldonado, que habría llegado a militar en el Requeté de Madrid antes del Decreto de Unificación, fue espía del bando franquista en la zona republicana durante la guerra civil, y, una vez finalizado el conflicto, se convirtió en catedrático de historia del derecho de la Universidad de Santiago de Compostela el 12 de agosto de 1941, tras superar de forma satisfactoria el proceso de depuración académica del régimen franquista. También fue catedrático en las universidades de Valladolid y de Madrid.
De ideología tradicionalista y franquista, desempeñó el cargo de subsecretario de Educación Nacional entre junio de 1956 y julio de 1962, durante el mandato como ministro de Jesús Rubio García-Mina. Ejerció igualmente de procurador en las Cortes franquistas, por designación directa del jefe del Estado, entre 1956 y 1958. Fue académico numerario de la Real Academia de Jurisprudencia y Legislación, en la cual ingresó en 1968.
Falleció en Madrid el 22 de diciembre de 1991. Maldonado, que ostentó el título nobiliario de conde de Galiana, fue cuñado del también jurista Jaime Guasp, casado con su hermana.

## Distinciones
- Gran Cruz de la Orden de Alfonso X el Sabio (1962)[9]